# Atletismo nos Jogos Pan-Americanos de 1955 - 60 m feminino
A prova dos 60 m feminino nos Jogos Pan-Americanos de 1955 foi realizada na Cidade do México, México.

## Medalhistas
| Ouro                 | Prata                               | Bronze                                  |
| Bertha Díaz CUB Cuba | Isabelle Daniels USA Estados Unidos | Mabel "Dolly" Landry USA Estados Unidos |

## Resultados
| Posição           | Nome                 | Nacionalidade      | Tempo | Notas |
| ----------------- | -------------------- | ------------------ | ----- | ----- |
| Medalha de ouro   | Bertha Díaz          | CUB Cuba           | 7.5   |       |
| Medalha de prata  | Isabelle Daniels     | USA Estados Unidos | 7.6   |       |
| Medalha de bronze | Mabel "Dolly" Landry | USA Estados Unidos | 7.6   |       |